# Henka
Henka (ka = "duša") je bio drevni Egipćanin, a živio je tijekom 4. dinastije. Bio je svećenik, te pisar faraona Snofrua. U Meidumu, gdje se nalazi piramida pripisana ili Snofruu ili njegovu ocu, pronađen je Henkin kip koji ga prikazuje u tipičnom položaju za pisara. Kip je u dobrom stanju, osim nosa.